# Vânătorul de dragoni (film din 1981)
Vânătorul de dragoni (în engleză Dragonslayer) este un film american de fantezie întunecată care a fost regizat de Matthew Robbins[*] după un scenariu de Hal Barwood[*]. În rolurile principale au interpretat actorii Peter MacNicol, Ralph Richardson, John Hallam și Caitlin Clarke.
A fost produs de studiourile Paramount Pictures și a avut premiera la 26 iunie 1981, fiind distribuit de Paramount Pictures și The Walt Disney Company. Coloana sonoră a fost compusă de Alex North. 
Cheltuielile de producție s-au ridicat la 18 milioane $ și a avut încasări de 14,1 milioane $.
Povestea are loc într-un regat fictiv medieval, unde un tânăr vrăjitor se confruntă cu diferite pericole în timp ce vânează un balaur, Vermithrax Pejorative.

## Distribuție
- Peter MacNicol - Galen Bradwarden
- Caitlin Clarke - Valerian
- Ralph Richardson - Ulrich of Cragganmore
- John Hallam - Tyrian
- Peter Eyre - King Casiodorus
- Albert Salmi - Greil (dublat de Norman Rodway)
- Sydney Bromley - Hodge
- Chloe Salaman - Princess Elspeth
- Emrys James - Simon (Valerian's Father)
- Roger Kemp - Horsrick, Casiodorus's Chamberlain
- Ian McDiarmid - Brother Jacopus